# European Journal of Taxonomy
Das European Journal of Taxonomy ist eine wissenschaftliche Fachzeitschrift für deskriptive Taxonomie lebender und fossiler Eukaryoten. Unterstützt wird sie vom EJT Consortium, einer Gruppe europäischer naturwissenschaftlicher Institute, die die Publikation vollständig finanziert. Daher ist die Zeitschrift sowohl für Autoren als auch für Leser kostenlos (diamond open access).

## Geschichte
Die Zeitschrift wurde von einer Arbeitsgruppe des European Distributed Institute of Taxonomy Network initiiert. Der erste Artikel wurde am 9. September 2011 veröffentlicht. Im Oktober 2015 billigte das Consortium of European Taxonomic Facilities die Zeitschrift.
Mehrere ältere Zeitschriften wurden im European Journal of Taxonomy zusammengefasst:
- Journal of Afrotropical Zoology
- Bulletin de l'Institut Royal des Sciences Naturelles de Belgique, Entomologie
- Bulletin de l'Institut Royal des Sciences Naturelles de Belgique, Biologie
- Bulletin de l'Institut Royal des Sciences Naturelles de Belgique, Sciences de la Terre
- Steenstrupia
- Zoologische Mededelingen

## Abstraktion und Indizierung
Die Zeitschrift ist abstrahiert und erschlossen in:
- Biological Abstracts[2]
- BIOSIS Previews[2]
- CAB Abstracts[3]
- Current Contents/Agriculture, Biology & Environmental Sciences[2]
- Science Citation Index Expanded[2]
- The Zoological Record[2]

Laut Journal Citation Reports hat die Zeitschrift einen Impact Factor (2021) von 1,398.